# Stylocidaris lineata
Stylocidaris lineata is een zee-egel uit de familie Cidaridae.
De wetenschappelijke naam van de soort werd in 1910 gepubliceerd door Theodor Mortensen.